# بامبرز
بامبرز هي علامة تجارية لمنتجات الأطفال يتم تسويقه من قبل شركة بروكتر وغامبل، في وقت ما استخدم اسم بامبرز فقط للأشارة للحفائظ الاستعمال لمرة واحدة.

## التاريخ
في عام 1956، كره باحث بروكتر آند جامبل فيكتور ميلز تغيير حفاضات القماش لحفيده المولود حديثًا. كلف زملائه الباحثين في قسم الاستكشاف التابع لشركة P & G في ميامي فالي، أوهايو للنظر في صنع حفاضات أفضل يمكن التخلص منه. تم طرح بامبرز في عام 1961. وقد ابتكرها باحثون في P&G بما في ذلك Vic Mills و Norma Lueders Baker. ابتكر ألفريد جولدمان، المدير الإبداعي في Benton & Bowles ، أول وكالة إعلانية للحساب، اسم «بامبرز».
كانت هذه الحفاضات المبكرة عبارة عن منتجات ضخمة وثقيلة تتكون من لب الزغب مع طبقة علوية رايون وغطاء خلفي بولي إيثيلين. في عام 1966، أطلقت بامبرز تصميم "wingfold" وبحلول عام 1969 بدأت «مقاس ثالث». بحلول هذا الوقت، أصبحت بامبرز علامة تجارية وطنية في الولايات المتحدة. [بحاجة لمصدر] استبدلت شركة Procter and Gamble تصميم الدبوس بأشرطة في عام 1971. كما تم تقديم مقاسات للأطفال الصغار والرضع المبتسرين. في عام 1973، طورت شركة بروكتر آند جامبل حواجز مرنة مفردة ومزدوجة حول الساق والخصر للمساعدة في التركيب واحتواء البول أو البراز الذي لم يتم امتصاصه. في الواقع، أول براءة اختراع لاستخدام ألواح التقوية المزدوجة في الحفاضات كانت في عام 1973 من قبل شركة P&G. في عام 1982، قدمت بامبرز حفاضًا مرنًا ذو طيات بأرجل مرنة يجمع الأشرطة القابلة لإعادة التصنيع والتي كانت تقاطعًا بين تصميم أوائل الستينيات والتصميم الحديث شكل الساعة الرملية، وهي ميزة تم تقديمها لأول مرة في Luvs في عام 1976 وتطورت لتصبح معيارًا صناعيًا في عام 1985. [بحاجة لمصدر] في عام 1986، تم إطلاق حفاضات رقيقة مصنوعة من مادة جل ماصة. أدى هذا إلى انخفاض متوسط وزن الحفاضات المتوسطة الحجم النموذجية بنسبة 50٪. في عام 1987، أدخلت كل من بامبرز و Huggies أنظمة الشريط الأمامي التي تسمح بإعادة وضع الشريط الجانبي دون تمزيق الحفاض. في تسعينيات القرن الماضي، قدمت بامبرز حفاضات أرق تُعرف باسم Ultra Dry Thins.
وشهدت أوائل التسعينيات أيضًا إدخال حفاضات خاصة بالنوع الاجتماعي في علامة بامبرز التجارية؛ عاد المنتج إلى حفاضات للجنسين في نهاية العقد. في عام 1993، قدمت بامبرز سروال التدريب، لكن منتج بامبرز كان قصير العمر. لم تبيع بامبرز سراويل التدريب مرة أخرى حتى تقديم Easy Up. في عام 1996، استحوذت شركة P&G على مناديل Baby Fresh من كمبرلي-كلارك؛ استحوذت كيمبرلي كلارك مؤخرًا على مالك Baby Fresh شركة Scott Paper Company وأمرت ببيع شركة المناديل. في عام 1998، قدمت Procter & Gamble أكبر حفاضات لها في ذلك الوقت، Pampers Baby-Dry Size 6. تم الترويج لها في حملة إعلانية يضم طبيب الأطفال وخبير تنمية الطفل د. ت. Berry Brazelton ، الذي قال للسماح للطفل بتحديد الوقت المناسب لتدريب استخدام الحمام. تم إصدار فاتورة بحجم 6 حفاضات لزراعتها طفل صغير. قدم Huggies أيضًا حفاضات بحجم 6 في هذا الوقت.
في عام 2018، أطلقت الشركة أحدث خط حفاضات لها باسم Pampers Pure  والتي تم تصميمها بدون مبيضات وعطور وغسول بالكلور والبارابين واللاتكس المطاطي الطبيعي و 26 مادة مسببة للحساسية حددها الاتحاد الأوروبي. تحتوي المناديل التي تم إطلاقها مع المجموعة الجديدة على 99٪ ماء وقطن ممتاز. أعلنت بامبرز أن الهدف هو منح الآباء خيارًا لعلامة تجارية حفاضات طبيعية ميسورة التكلفة.

## الإعلانات
يتم تسويق بامبرز بطرق مختلفة، مثل الإعلانات المطبوعة والإعلانات التلفزيونية. غالبًا ما تظهر الإعلانات المطبوعة في المجلات والدوريات الأخرى. تظهر الإعلانات التلفزيونية خلال المسلسلات التي أنتجتها شركة بروكتر وجامبل بشكل مشترك، مثل «ذا بولد أند ذا بيوتيفول» و «الشباب والقلق»، وأثناء بث برامج الأبوة والأمومة. هناك طريقة أخرى لترويج بامبرز وهي من خلال وضع المنتج. دفعت بامبرز مبلغ 50000 دولار أمريكي للظهور في فيلم "Three Men and a Baby". [بحاجة لمصدر] كما رعت P&G البرنامج  Make Room for Baby "" على قناة Discovery Health. تم الترويج بامبرز في بعض البلدان على اللوحات الإعلانية. هناك طريقة أخرى تم استخدامها للترويج للمنتج وهي برنامج التسويق المباشر حيث يتم إرسال المحتوى ذي الصلة بالبريد إلى الأمهات اللائي لديهن أطفال. يمكن أن تتضمن هذه الرسائل عينات من بامبرز أو كوبونات بامبرز.
تساهم شركة P&G في جهود الإغاثة من الفيضانات في باكستان جزئيًا من خلال علامتها التجارية Pampers وحملة "Spread a Smile"، التي توفر فحوصات طبية وأدوية وعلاج الجفاف عن طريق الفم للرضع والأطفال الذين يعيشون فيها المناطق المتضررة من الفيضانات.
وقعت بامبرز الآن أيضًا على اتحاد لاعبات التنس المحترفات رقم 1 في العالم والمواطن الفخري في بوخارست سيمونا هاليب لتكون وجهًا لعلامتها التجارية الجديدة الخاصة بالحفاضات.
في عام 2020، وقعت بامبرز بلغاريا بولي غينوفا للإعلان عنها في بلغاريا.

## الرعاية
- شارع سمسم
- «بلازا سيسامو»

## حفاضات ذكية
أعلنت بامبرز في أواخر سنة 2019 عن مجموعة من حفاضات الأطفال الذكية، التي تراقب بول الطفل، بدون مراقبة حركة الأمعاء، وكذلك تتتبع أسلوب أو حركة النوم.
في العام الماضي طرح منافس في شركة Huggies مفهوما مشابها في كوريا، حيث مكن للآباء بتلقي تنبيهات نصية حينما يكون الطفل قد بلل حفاضته.
تقول بامبرز أنها حصلت على قائمة انتظار للمنتوج قبل طرح خط الحفاضات الذكية في الأسواق الأمريكية، يقول خبراء المجال التسويقي أنه من المتوقع أن تحطم هذه الحفاضات الذكية أعلى نسبة مبيعات.
يتضمن المنتوج مستشعرا لبعض أنشطة الطفل، ويأتي مزودا بشاشة لمراقبة سلوك وتحركات الأطفال، وحزمة من الحفاضات تكفي لعشرة أيام.